# Leonardo Koutrīs
Leonardo Koutrīs (in greco Λεονάρντο Κούτρης?; Ribeirão Preto, 23 luglio 1995) è un calciatore greco di origini brasiliane, difensore del Pogoń Stettino.

## Biografia
Possiede anche il passaporto brasiliano.

## Carriera

### Club
Il 26 gennaio 2016 viene acquistato dal PAS Giannina, con cui firma un contratto di 3 anni e mezzo con scadenza il 30 giugno 2019.

### Nazionale
Debutta in nazionale il 15 novembre 2018 contro la Finlandia, scendendo in campo sin dall'inizio nella partita poi vinta per 1-0 dalla selezione ellenica.